# Тузим
Тузим — река в Юсьвинском районе Пермского края России, приток Камы, впадает в Камское водохранилище.
Длина реки составляет 15 км. В верхней части носит название Большой Тузим. Исток реки в лесу близ границы с Усольским районом в 5 км к северо-северо-западу от малого посёлка Тузим. Река течёт по лесам на юго-юго-восток через упомянутый посёлок. Впадает в небольшой боковой залив Камского водохранилища у посёлка Кама (844 км по правому берегу Камы). Основной приток — Малый Тузим (правый).

## Данные водного реестра
По данным государственного водного реестра России относится к Камскому бассейновому округу, водохозяйственный участок реки — Кама от города Березники до Камского гидроузла, без реки Косьва (от истока до Широковского гидроузла), Чусовая и Сылва, речной подбассейн реки — бассейны притоков Камы до впадения Белой. Речной бассейн реки — Кама.
Код объекта в государственном водном реестре — 10010100912111100007734.